# Schmoor
Schmoor gehört zum Ortsteil Friedrichshof der Stadt Bismark (Altmark) im Landkreis Stendal in Sachsen-Anhalt.

## Geografie
Der Wohnplatz Schmoor ist der nordöstliche Teil von Friedrichshof, die Häuser nördlich des Teiches, heute die Hausnummern Friedrichshof 20 bis 28. Auf dem Ortsschild steht Friedrichhof/Schmoor.

## Geschichte
Es wird angenommen, dass Schmoor nach dem Jahre 800 gegründet worden ist.
Im Jahre 1238 wird Ossenmor iuxta Grassowe erstmals erwähnt, als Graf Siegfried von Osterburg Dörfer und Besitz in der Altmark, mit denen er vorher vom St. Ludgerikloster Helmstedt belehnt worden war, dem Abt Gerhard von Werden und Helmstedt überschrieb. 1285 wird eine Margareta de Ossemor aufgeführt, die an der Dotation eines Altars der Jacobikirche in Stendal beteiligt war. Im Landbuch der Mark Brandenburg von 1375 wird das Dorf als Ossemor aufgeführt. Es umfasste 25 Hufen, „die auch nicht viel nutze wären“.
1536 war der Ort wüst, also unbewohnt. Im Jahr 1596 wurde der Wohnhof der von Jeetze ein Rittersitz, zuvor war er nur ein schlechter Ackerhof. Im Jahre 1617 ist von der Schmarsischen feldmarck die Rede, 1687 heißt der Ort Schmoer. 1720 gibt ein Vorwerk, 1745 ist der Name Schmor. Im Jahre 1788 wird das Vorwerk Schmorre genannt. 1804 war ein Vorwerk in Schmoor in Besitz der Familie von Levetzow, das andere gehörte den von Kalben. Im Jahre 1841 bestanden in Schmoor zwei Vorwerke und eine wüste Feldmark mit den Trümmern einer Kirche und einer Dorfstätte. Im Jahr 1871 gehörte die Colonie Schmoor zusammen mit dem Vorwerk Friedrichshof zum Gutsbezirk Hohenwulsch.

### Wüstung Ossenmor
Wilhelm Zahn beschrieb 1909 die Lage der Wüstung Ossenmor so: 1½ Kilometer nordöstlich von Hohenwulsch liegt der Schmoorsche Winkel. Dort lag wohl das schon im 13. Jahrhundert eingegangene Dorf. Auf seiner Wüstungskarte hat Zahn die Wüstung Ossenmor südöstlich von Schmoor eingezeichnet.

### Ersterwähnung 1203
In der Magdeburger Schöppenchronik wurde über ein „Wunderzeichen bei Stendal“ im Jahr 1203 in Ossemer berichtet. Der zitierte Text wurde zwischen 1350 und 1372 geschrieben.
Peter Wilhelm Behrens interpretierte die Angaben von 1238 Ossenmor iuxta Grassowe als bei Grassau im Kreis Stendal gelegen und Ossemor iuxta Geditz als bei Jeetze im Kreis Salzwedel gelegen. Daraus schließt der Historiker Peter P. Rohrlach, die Zuordnung von 1203 Ossemer zu Schmoor sei zweifelhaft. Alfred Pohlmann nennt eine Überlieferung einer Sage zu dem „jetzt wüsten Dorfe Ossemor an der Jeetze im Salzwedelschen“. Er bezieht sich hier auf Wilhem Zahn der die Wüstung Ossemor im Arendseeischen Kreis beschreibt. Zudem lesen August Wilhelm Pohlmann und Alfred Pohlmann den Namen als Osterne, also Ostheeren. Heinrich Christoph Steinhart ordnet 1203 Ossemer dem heutigen Schmoor zu.

### Herkunft des Ortsnamens
Der Name Schmoor ist die Verdrehung des Namens des früheren Dorfes Ossemoor. Abgeleitet wird der Name 1238 Ossenmor aus den Wörtern „oso, osso, oesso“ für „Aas“ und „smoz, smoza, smorz“ für „Morchel“.

### Eingemeindungen
Ursprünglich gehörte Schmoor zum Rittergut Hohenwulsch (dem späteren Gutsbezirk Hohenwulsch) im Stendalischen Kreis der Mark Brandenburg in der Altmark. Zwischen 1807 und 1813 lag es im Landkanton Stendal im Distrikt Stendal auf dem Territorium des napoleonischen Königreichs Westphalen. Ab 1816 gehörte das Rittergut zum Landkreis Stendal.
Am 30. September 1928 wurde der Gutsbezirk Hohenwulsch mit den Landgemeinden Hohenwulsch und Friedrichsfleiß zur Landgemeinde Hohenwulsch zusammengelegt wurden. Seit dieser Zeit gehört der Wohnplatz Schmoor zum Ortsteil Friedrichsfleiß.

### Einwohnerentwicklung
| Jahr | Einwohner |
| ---- | --------- |
| 1790 | 54        |
| 1798 | 62        |
| 1801 | 06        |
| 1818 | 20        |

| Jahr | Einwohner |
| ---- | --------- |
| 1840 | 26        |
| 1871 | 22        |
| 1885 | 40        |
| 1895 | 40        |

Quelle, wenn nicht angegeben, bis 1895:

## Religion
Die evangelischen Christen aus Schmoor, die früher nach Grassau eingepfarrt waren, werden jetzt betreut wird vom Pfarrbereich Garlipp im Kirchenkreis Stendal der Evangelischen Kirche in Mitteldeutschland.

## Sage aus Schmoor – Wunderzeichen bei Stendal
Unter dem Titel „Ein wunderteiken bi Stendale“, also ein „Wunderzeichen bei Stendal“, berichtete die Magdeburger Schöppenchronik:

“Dar na in dem 1203 jare sat to Ossemer bi Stendal de perner des midwekens in den pingsten bi deme danze und vedelde sinen buren. do quam ein blixenien und ein donreslach und floch dem perner sinen arm af mit dem vedelbogen und 24 lude dot.”

„Danach im Jahre 1203 saß der Pfarrer des Pfingsmittwochs beim Tanze und fiedelte seinen Bauern, da kame ein Blitz und ein Donnerschlag und es flog dem Pfarrer der Arm mit dem Fiedelbogen ab. 24 Leute waren tot.“

Die Sage wird ähnlich erzählt als „Der Pastor spielt zum Tanze“ für Ostheeren. Beim Chronisten Heinrich Meibom fand das Ereignis in das Jahr 1202 in Häsewig statt, dort erzählt als „Pfarrer spielt zum Tanz“.
Siehe auch Die Mordgrube zu Freiberg